# Piccadilly Circus Station
Piccadilly Circus Station er en London Underground-station placeret direkte under selve Piccadilly Circus, med indgange i alle hjørner. Stationen er beliggende i takstzone 1 og ligger på Piccadilly line mellem Green Park og Leicester Square og på Bakerloo line mellem Charing Cross og Oxford Circus.

## Historie
Station blev åbnet den 10. marts 1906 af Baker Street and Waterloo Railway (nu Bakerloo line), og perronerne på Great Northern, Piccadilly and Brompton Railway (nu Piccadilly line) åbnede den 15. december 1906. Oprindeligt havde stationen, som så mange andre, en overjordisk stationsbygning med billethal (designet, som mange andre i det centrale London i den periode, af Leslie Green). Udviklingen i trafikken for og efter 1. verdenskrig betød, at der var akut behov for forbedrede stationsfaciliteter – i 1907 benyttede 1,5 million passagerer stationen, og i 1922 var tallet steget til 18 millioner passagerer. Det blev besluttet at bygge en underjordisk billethal og et cirkulationsområde, der også kunne benyttes som offentlig gangtunnel. Arbejdet begyndte i februar 1925 og blev færdiggjort i 1928. Arkitekt var Charles Holden og entreprenøren var John Mowlem & Co. Hele komplekset kostede mere end en halv million pund. Der blev installeret 11 rulletrapper i to etager, der første ned til de to baners perroner. Over rulletrapperne var der engang et vægmaleri af kunstner Stephen Bone, der viste verden med London i midten. Dette vægmaleri blev senere erstattet af reklamer.
Den gamle stationsbygningen, designet af Leslie Green, lukkede endeligt den 21. juli 1929. Den blev revet ned i 1980'erne, da den store bygning på hjørnet af Jermyn Street, Piccadilly og Haymarket blev bygget.
Bakerloo line-perronerne på Piccadilly Circus giver et unikt indblik i netværket. De sideliggende perroner er i sig selv usædvanlige, men denne enkelttunnel indeholder en transversal i stationens nordlige ende, hvilket gør det muligt at se passagerer på begge perroner samtidig. Denne station kan benyttes som en mellemliggende endestation for sydgående Bakerloo line-tog.

## Fremtid
Piccadilly Circus er foreslået som stop på Chelsea-Hackney line, også kendt som Crossrail 2. I så fald vil den ligge mellem Victoria og Tottenham Court Road Stationer. Nye perroner vil være nødvendige at bygge under de eksisterende niveauer, formentlig som en del af en større renovering af de eksisterende bygninger. Det vil dog kun blive relevant med et stop ved Piccadilly Circus, hvis Chelsea-Hackney line bliver en del af London Underground-netværket og ikke en del af National Rail-netværket, på samme vis som mange andre foreslåede stationer i det centrale London. Chelsea-Hackney line kan tidligst være færdiggjort i 2022.

## Galleri
- Et kig ned af en af indgangstrapperne.
- Piccadilly line-perron.
- Bakerloo line-perroner
- Travlhed på Piccadilly Circus Station.
- Sparsomt med mennesker på Piccadilly Circus Station.
- Et lineært verdensur i stationens billethal. Båndet kører rundt ved ækvator på det statiske kort, med samme tempo som solen drejer rundt om jorden. En pil fastsat ved Greenwich viser det aktuelle tidspunkt i London.
- Skiltning til underjordisk metrostation

## Transportforbindelser
London buslinjer 3, 6, 9, 12, 13, 14, 15, 19, 22, 23, 38, 88, 94, 139, 159, 453, og natlinjer N3, N9, N13, N15, N18, N19, N22, N38, N97, N29, N38, N109 og N136.